# Hydroxyquinol
L'hydroxyquinol ou benzène-1,2,4-triol est un composé organique aromatique, l'un des trois isomères du benzènetriol. C'est un produit de la biodégradation de la catéchine par Bradyrhizobium japonicum.
Il est converti en présence de dioxygène par l'action de l'enzyme hydroxyquinol 1,2-dioxygénase en 3-hydroxy-cis,cis-muconate.

## Propriétés physico-chimiques
Son point de fusion est de 140,5 °C. C'est un agent réducteur fort.

## Production et synthèse
L'hydroxyhydroquinone est synthétisée en chauffant la 1,4-benzoquinone en présence d'anhydride acétique. Le mécanisme est celui d'une addition 1,4, suivie par la formation d'une liaison entre le groupe OH résultant et l'anhydride acétique. Le produit final est formé par hydrolyse.